# Gian Maria Mossa
Gian Maria Mossa (Milano, 8 novembre 1974) è un banchiere e dirigente d'azienda italiano, AD di Banca Generali da marzo 2017.

## Formazione
Si è laureato in Economia e Commercio presso l'Università degli Studi di Milano nel 1999 e ha trascorso un periodo formativo all’Università di Glasgow.

## Carriera
Gian Maria Mossa ha iniziato la sua carriera nel novembre del 2000 presso il gruppo assicurativo RAS, prima nel settore Risk Management & Asset Allocation, successivamente nella Direzione Commerciale e Direzione Marketing.
Nel 2006 è entrato in Banca Fideuram con l’incarico di Manager dello Sviluppo Prodotti e ha ricoperto vari ruoli, fino a diventare Responsabile della Direzione Marketing, Sviluppo Commerciale e Private a diretto riporto del CEO. Qui ha contribuito a rafforzare il posizionamento strategico nel private banking e a ridisegnare l’offerta di prodotti e servizi.

### Banca Generali
Gian Maria Mossa è entrato a far parte di Banca Generali nel 2013 nel ruolo di Condirettore Generale, per poi assumere nel 2016 la carica di Direttore Generale con le deleghe a responsabile della società. Nel 2017 è stato nominato Amministratore Delegato e Direttore Generale. Dal suo ingresso la banca ha più che triplicato la crescita grazie a elementi quali consulenza, attenzione verso i principi ESG, e in questo ambito rientra anche il lancio del progetto fotografico “BG4SDGs - Time to Change” , servizi di wealth management per l’advisory e protezione del patrimonio. Durante la sua gestione, Banca Generali si è aggiudicata per cinque volte il “Best Private Bank”, premio attribuito dalle testate del gruppo Financial Times.

## Altri incarichi
Gian Maria Mossa ricopre attualmente anche il seguente incarico:
- Vice presidente di CSE (Consorzio Servizi Bancari)

## Riconoscimenti
- A novembre 2016, in occasione dei Finance Community Awards, Gian Maria Mossa è stato nominato Miglior Manager nel Private Banking in Italia per “l’impegno nell’innovazione, le strategie orientate all’innalzamento dei servizi patrimoniali e per la capacità di crescita della banca che dirige” [12].
- Nel 2020 è stato premiato come Miglior CEO dell’anno nell’ambito dei Private Banking Awards[13].
- A luglio 2021 è stato eletto Alumno dell’anno dall’Università di Milano-Bicocca[14].
- Nel 2023 e nel 2024, nell’ambito dei Le Fonti Awards, è stato nominato CEO dell’anno per crescita sostenibile e innovazione nel modello d’offerta e servizi per la protezione dei patrimoni[15][16].